# Arkaitz Rodríguez
Arkaitz Rodríguez Torres (San Sebastián, 1 de febrero de 1979) es un político español, actual secretario general del partido político Sortu.

## Biografía
Vinculado a la organización juvenil de la izquierda abertzale Haika, en marzo de 2001 fue detenido por su presunta integración en el aparato de captación de ETA, de lo que fue absuelto en 2006 por falta de pruebas tras pasar dos años y medio encarcelado. Un año antes también había sido absuelto del sumario 18/98, por el que permaneció diez meses en prisión preventiva.
En octubre de 2009 fue nuevamente detenido por el caso Bateragune en el que fue condenado a seis años de prisión por pertenencia a banda armada, junto con Arnaldo Otegi, Rafael Díez Usabiaga, Miren Zabaleta y Sonia Jacinto. En total pasó diez años de prisión, divididos en tres periodos, en prisiones como la de Albocácer o la de Logroño, en la que compartió módulo con Arnaldo Otegi.
Graduado en ingeniería electrónica e industrial, inició el grado de administración y dirección de empresas, que finalizó durante su estancia en prisión por el caso Bateragune, sacando las calificaciones más altas de España.
Tras su salida de prisión en octubre de 2015, fue nombrado portavoz de Sortu en julio de 2016. Comenzó a compatibilizar este cargo con el de responsable de acción política después del congreso celebrado el 21 de enero de 2017 en el Palacio Euskalduna de Bilbao. Fue elegido secretario general de Sortu el 23 de septiembre de 2017, sustituyendo a Arnaldo Otegi.
En noviembre de 2018 el Tribunal Europeo de Derechos Humanos dictaminó que tanto Rodríguez como los demás condenados por el caso Bateragune no tuvieron un juicio justo porque se violó su derecho a ser juzgados por un tribunal independiente e imparcial.